# 格罗沃 (石勒苏益格-荷尔斯泰因州)
格罗沃（德語：Grove）是德国石勒苏益格－荷尔斯泰因州的一个市镇，属于劳恩堡公国县。总面积5.28平方公里，截至2023年12月31日总人口为260人。